# Дуб Волиняка
Дуб Волиня́ка — ботанічна пам'ятка природи місцевого значення в Україні. Розташована в межах Головненської селищної територіальної громади Ковельського району Волинської області, в селі Нудиже (за бл. 0,5 км на північ від церкви), ліворуч від автодороги Любомль — Любешів, на приватному подвір'ї. 
Площа 0,01 га. Статус надано згідно з рішенням Волинської обласної ради від 04.11.2011 року № 7/21. Перебуває у віданні Головненської селищної ради. 
Статус надано з метою збереження одного екземпляра дуба віком понад 700 років.

## Галерея

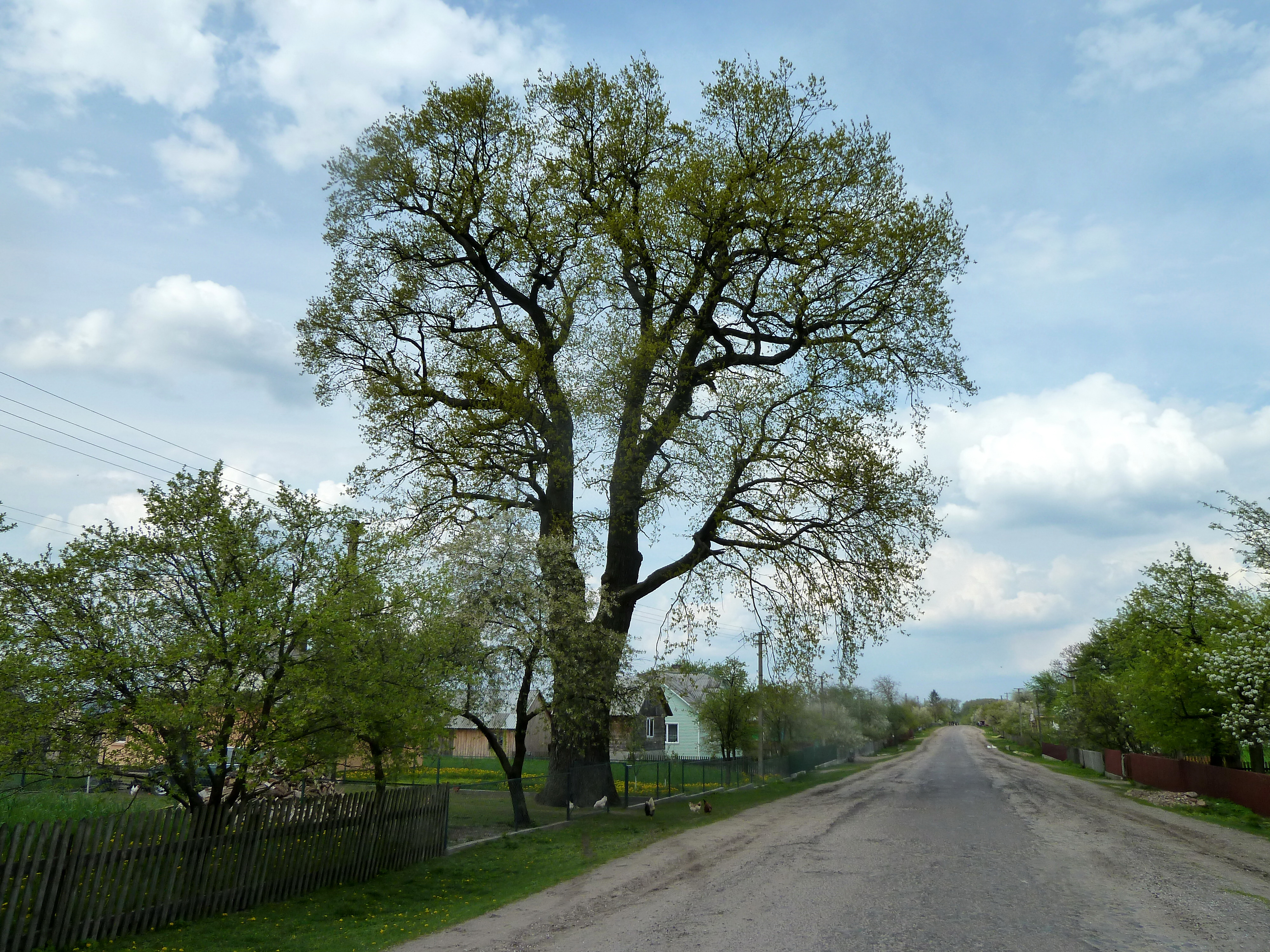
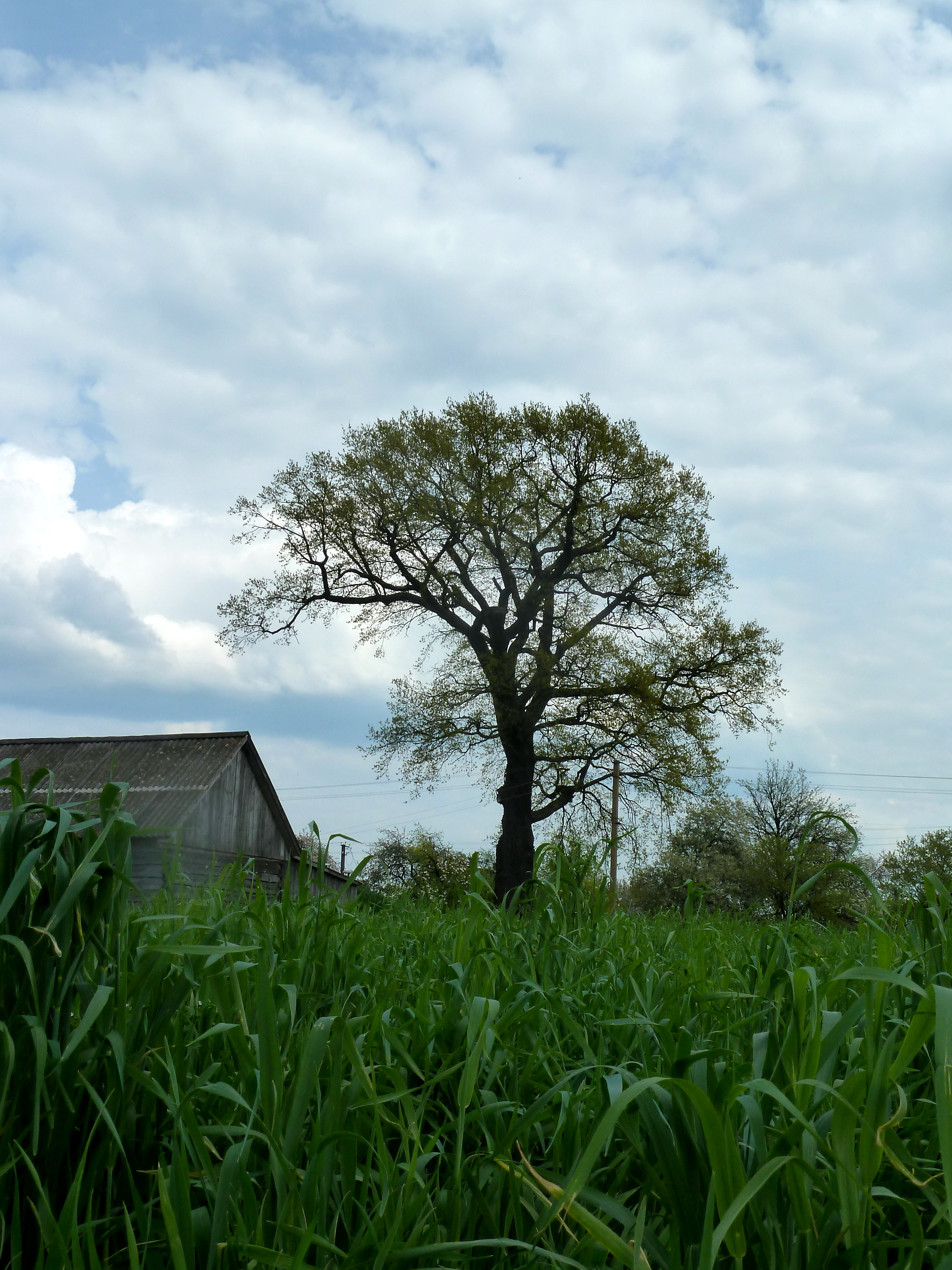
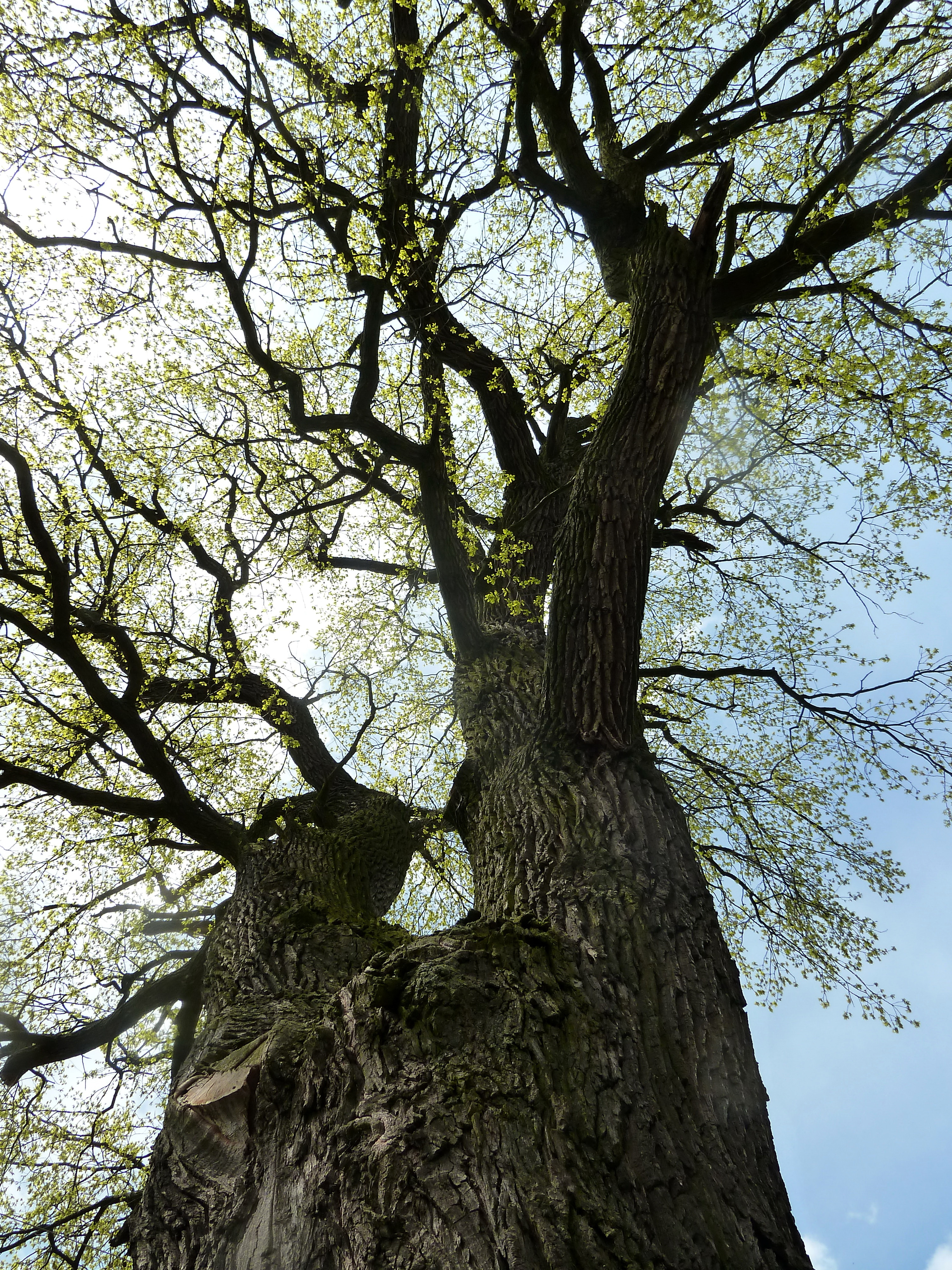